# Kategoria Superiore
Giải bóng đá vô địch quốc gia Albania (Kategoria Superiore, dịch Hạng mục cao cấp), còn được gọi là Abissnet Superiore vì lý do tài trợ với nhà cung cấp dịch vụ internet Abissnet, là một giải đấu chuyên nghiệp dành cho các câu lạc bộ bóng đá nam tại Albania. Nằm ở vị trí cao nhất trong hệ thống giải bóng đá Albania, đây là giải đấu bóng đá hàng đầu của đất nước. Giải đấu có sự tham gia của 10 câu lạc bộ và hoạt động theo hệ thống thăng hạng và xuống hạng với Kategoria e Parë. Mùa giải diễn ra từ tháng 8 đến tháng 5 năm sau, với mỗi đội thi đấu 36 trận (gặp mỗi đội trong giải đấu bốn lần, 2 lần trên sân nhà và 2 lần trên sân khách).
Giải đấu được thành lập vào năm 1930 với tên gọi Giải vô địch quốc gia Albania dưới thời trị vì của Vua Zog, ngay sau khi Hiệp hội bóng đá Albania được thành lập. Kể từ năm 1930, 45 câu lạc bộ đã tham gia các giải đấu được công nhận, trong khi chỉ có 10 câu lạc bộ giành được danh hiệu: Tirana (26), Dinamo Tirana (18), Partizani (17), Vllaznia (9), Skënderbeu (8), Elbasani (2), Teuta (2), Egnatia (2), Flamurtari (1) và Kukësi (1). Nhà vô địch hiện tại là Egnatia, đã giành được danh hiệu thứ 2 vào năm 2024–25.

## Danh sách các đội vô địch
| - 1930: Tirana (1) - 1931: SK Tirana - 1932: SK Tirana - 1933: Skënderbeu Korçë - 1934: SK Tirana - 1935: không tổ chức - 1936: SK Tirana - 1937: SK Tirana - 1938-1944: không tổ chức - 1945: Vllaznia Shkodër - 1946: Vllaznia Shkodër - 1947: KF Partizani Tirana - 1948: KF Partizani Tirana - 1949: không tổ chức - 1950: Dinamo Tirana - 1951: Dinamo Tirana - 1952: Dinamo Tirana - 1953: Dinamo Tirana - 1954: KF Partizani Tirana - 1955: Dinamo Tirana - 1956: Dinamo Tirana - 1957: KF Partizani Tirana - 1958: KF Partizani Tirana - 1959: KF Partizani Tirana - 1960: Dinamo Tirana - 1961: KF Partizani Tirana - 1962: không tổ chức - 1962-1963: KF Partizani Tirana - 1963-1964: KF Partizani Tirana - 1964-1965: 17 Nëntori Tirana - 1965-1966: 17 Nëntori Tirana - 1966-1967: Dinamo Tirana - 1967-1968: 17 Nëntori Tirana - 1968-1969: not held - 1969-1970: Vllaznia Shkodër - 1970-1971: KF Partizani Tirana - 1971-1972: Vllaznia Shkodër - 1972-1973: Dinamo Tirana - 1973-1974: Vllaznia Shkodër - 1974-1975: Dinamo Tirana - 1975-1976: Dinamo Tirana - 1976-1977: Dinamo Tirana - 1977-1978: Vllaznia Shkodër - 1978-1979: KF Partizani Tirana - 1979-1980: Dinamo Tirana | - 1980-1981: KF Partizani Tirana - 1981-1982: 17 Nëntori Tirana - 1982-1983: Vllaznia Shkodër - 1983-1984: Labinoti Elbasan - 1984-1985: 17 Nëntori Tirana - 1985-1986: KF Partizani Tirana - 1986-1987: KF Partizani Tirana - 1987-1988: 17 Nëntori Tirana - 1988-1989: 17 Nëntori Tirana - 1989-1990: Dinamo Tirana - 1990-1991: Flamurtari Vlorë - 1991-1992: Vllaznia Shkodër - 1992-1993: KF Partizani Tirana - 1993-1994: KS Teuta Durrës - 1994-1995: KF Tirana - 1995-1996: KF Tirana - 1996-1997: KF Tirana - 1997-1998: Vllaznia Shkodër - 1998-1999: KF Tirana - 1999-2000: KF Tirana - 2000-2001: Vllaznia Shkodër - 2001-2002: Dinamo Tirana - 2002-2003: KF Tirana - 2003-2004: KF Tirana - 2004-2005: KF Tirana - 2005-2006: KS Elbasani - 2006-2007: KF Tirana - 2007-2008: Dinamo Tirana - 2008-2009: KF Tirana - 2009-2010: Dinamo Tirana - 2011-2012: Skënderbeu - 2012-2013: Skënderbeu - 2013-2014: Skënderbeu - 2014-2015: Skënderbeu - 2015-2016: Skënderbeu - 2016-2017: Kukësi - 2017-2018: Skënderbeu - 2018-2019: Partizani - 2019-2020: Tirana - 2020-2021: Teuta - 2021-2022: Tirana - 2022-2023: Partizani - 2023-2024: Egnatia - 2024-2025: Egnatia |  |

## Thống kê

### Theo câu lạc bộ
| Đội         | Vô địch | Á quân | Hạng ba | Mùa giải vô địch |
| ----------- | ------- | ------ | ------- | --- |
| Tirana      | 26*     | 14     | 14      | 1930, 1931, 1932, 1934, 1936, 1937, 1939, 1942, 1964–65, 1965–66, 1968, 1969–70 , 1981–82, 1984–85, 1987–88, 1988–89, 1994–95, 1995–96, 1996–97, 1998–99, 1999-2000, 2002–03 , 2003–04, 2004–05, 2006–07, 2008–09, 2019–20, 2021–22 |
| Dinamo City | 18      | 9      | 10      | 1950, 1951, 1952, 1953, 1955, 1956, 1960, 1966–67, 1972–73, 1974–75 , 1975–76, 1976–77, 1979–80, 1985–86, 1989–90, 2001–02, 2007–08, 2009–10                                                                                        |
| Partizani   | 17      | 22     | 12      | 1947, 1948, 1949, 1954, 1957, 1958, 1959, 1961, 1962–63, 1963–64 , 1970–71, 1978–79, 1980–81, 1986–87, 1992–93, 2018–19, 2022–23 |
| Vllaznia    | 9*      | 13     | 13      | 1940, 1945, 1946, 1971–72, 1973–74, 1977–78, 1982–83, 1991–92, 1997–98, 2000–01 |
| Skënderbeu  | 8       | 3      | 4       | 1933, 2010–11, 2011–12, 2012–13, 2013–14, 2014–15 , 2015–16, 2017–18 |
| Teuta       | 2       | 6      | 7       | 1993–94, 2020–21 |
| Elbasani    | 2       | 1      | 1       | 1983–84, 2005–06 |
| Egnatia     | 2       | -      | 1       | 2023–24, 2024–25 |
| Flamurtari  | 1       | 7      | 4       | 1990–91 |
| Kukësi      | 1       | 6      | 1       | 2016–17 |
| Besa        | -       | 2      | 12      | - |
| Laçi        | -       | 1      | 2       | - |
| Luftëtari   | -       | 1      | 1       | - |
| Tomori      | -       | 1      | -       | - |
| Bylis       | -       | -      | 1       | - |

- Tirana và Vllaznia sẽ lần lượt có 28 và 10 danh hiệu, nếu ba mùa giải diễn ra trong Chiến tranh thế giới thứ hai được Hiệp hội bóng đá Albania (AFA) chính thức công nhận.